# Wysoczyzna Damnicka
Wysoczyzna Damnicka (313.44) – mezoregion fizycznogeograficzny w obrębie Pobrzeża Koszalińskiego. Od zachodu oddzielony doliną rzeki Słupia od Równiny Sławieńskiej, od wschodu – doliną Łeby (Pradolina Łeby Redy) od Wysoczyzny Żarnowieckiej, od północy ograniczony Wybrzeżem Słowińskim, na południu przechodzi w Wysoczyznę Polanowską.
Ukształtowanie terenu faliste, średnia wysokość 70 m n.p.m.
Środkiem Damnickiej Wysoczyzny przepływa rzeka Łupawa.
Największe miejscowości : Słupsk, Damnica i Potęgowo.

## Granice
Mezoregion Wysoczyzna Damnicka graniczy od zachodu z Równiną Sławieńską, od wschodu  z  Pradoliną Redy-Łeby) od północy Wybrzeżem Słowińskim, a od południa z  Wysoczyznę Polanowską.
Granica mezoregionu są bardzo widoczne w terenie gdyż obszar ten leży wyżej niż otaczające go mezoregiony a na granicach znajdują się strome zbocza.
Mezoregion leży na terenie 3 powiatów: słupski, Słupsk i lęborski jednakże na terenie powiatu lęborskiego znajduje się niewielki fragment mezoregionu. Główna część mezoregionu leży w powiecie słupskim.

## Sieć wodna
Największą rzeką przepływającą przez mezoregion jest Łupawa, która płynie z południa na północ przez środek mezoregionu i wpada do jeziora Gardno na Wybrzeżu Słowińskim.

## Ludność, gospodarka, komunikacja

### Ludność
Na terenie mezoregionu leży tylko jedno miasto – Słupsk (wschodnia część). Jednakże wschodnia część Słupska jest znacznie słabiej zabudowana niż jego zachodnie dzielnice.